# あそ望の郷くぎの
あそ望の郷くぎの（あそぼうのさと・くぎの）は、熊本県阿蘇郡南阿蘇村大字久石にある、物産館・レストラン・パークゴルフ場・水車小屋・芝生広場・無料ドッグランなどからなる観光複合施設で、2015年4月に道の駅として登録された。

## 概要
- 開館時間
  - 物産館「旬鮮あじわい館」：9:00 - 17:00
  - レストラン「食事処あじわい館」：10:00 - 17:00
- 休館日：第2水曜日（休館日の無い月、臨時休館の場合もあり）
- 指定管理者：有限会社くぎのむら

## 沿革
- 2005年（平成17年）2月5日 - 開館。
- 2019年（平成31年）4月12日 - 久木野そば研修センター・そば道場が敷地内に移転。

## 施設

### 物産館
- 旬鮮あじわい館

地元・南阿蘇村で採れた野菜・米や、自家製の豆腐・あげ・味噌・米パンの他、熊本の名産品やお土産も扱う。地元生産者の作った弁当も販売している。

### レストラン
- 食事処あじわい館

カフェテリア形式のレストラン。地元の食材を使った小鉢料理と、カレー・ハヤシライス・蕎麦や丼物などを提供する。
- あか牛の館

あか牛（褐毛和種）専門の焼肉レストラン。

### 水車小屋
水車で米を搗き、粉を挽いている。水車で挽いた水車米や米粉は、旬鮮あじわい館で販売している。

### 芝生広場
約3000坪の広大な芝生広場がある。広場からは阿蘇山が一望できる。野球やサッカーなどのボール遊び、草スキー(ソリは旬鮮あじわい館で販売)など楽しむことが出来るが、ゴルフは禁じられている。イベント開催時、使用が一部制限される場合もある。
- 無料ドッグラン

芝生広場の一部をネットで区切ってあり、大型犬用と中・小型犬用の2区画が用意されている。利用料金は無料だが、管理人が常駐しているわけではないため、使用に関しては飼い主同士のマナーに依存している。

## 交通アクセス

### 自家用車
- 九州自動車道「益城熊本空港I.C.」より熊本県道36号熊本益城大津線、熊本県道206号堂園小森線、熊本県道28号熊本高森線俵山トンネル経由（約40分）。
- 九州自動車道「熊本I.C.」より熊本県道103号熊本空港線、熊本県道206号堂園小森線、熊本県道28号熊本高森線俵山トンネル経由（約45分）。
- 熊本空港より、約30分。

## 周辺施設
- 久木野そば研修センター・そば道場
- 南阿蘇・久木野温泉「四季の森」
- 南阿蘇・久木野温泉「木の香湯」